# Constancio Galo
Flavio Claudio Constancio Galo (latín: Flavius Claudius Constantius Gallus; c. 325/6 - Pola, 19 de diciembre de 354), más conocido como Constancio Galo, miembro de la dinastía constantiniana, César del Imperio romano de Oriente (351-354) y cónsul tres años consecutivos, desde 352 a 354, bajo el reinado de su primo el emperador augusto Constancio II. 
Fue hermanastro del emperador Juliano el Apóstata.

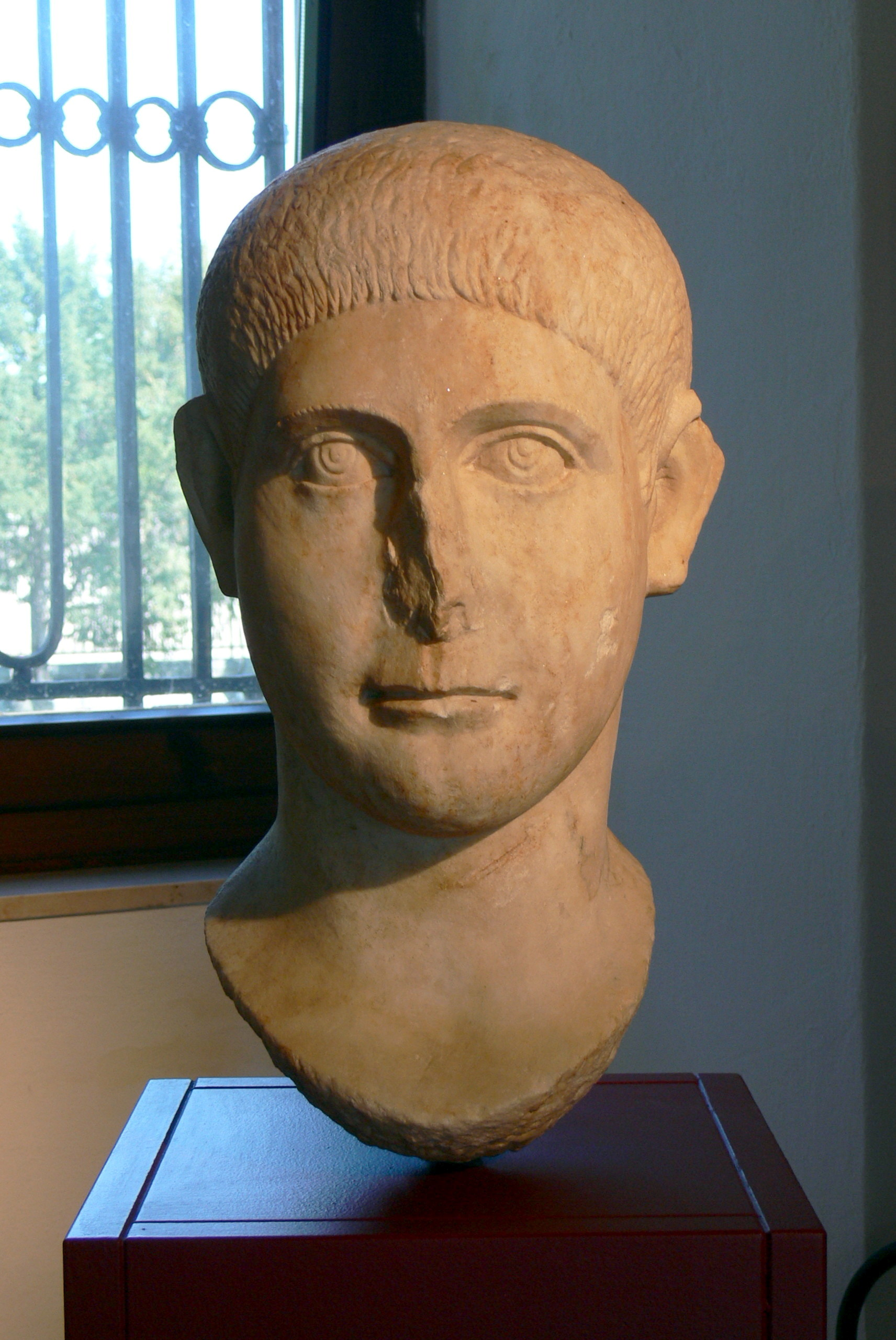
Posible estatua de Galo.

## Vida

### Juventud
Galo fue el tercer hijo del matrimonio habido entre Julio Constancio, hermanastro de Constantino el Grande, y su primera esposa Gala. Su hermana mayor, de nombre desconocido, fue la primera esposa de su primo el emperador Constancio II. El emperador Juliano fue su hermanastro, hijo de la segunda esposa de Julio Constancio, Basilina.
Galo nació en Massa Veternensis, Etruria, tras el retorno de su padre desde el exilio. En 337, su padre y su hermano mayor fueron asesinados durante un motín en Constantinopla, posiblemente a instancias de Constancio II. Se acepta generalmente que Galo pasó su juventud con su hermanastro Juliano en la finca imperial de Macellum, en Capadocia.

### César
En el año 351 el emperador Constancio II decidió poner fin a las tentativas de llegar a un acuerdo con el usurpador Magnencio y deponerlo por las armas. Con objeto de poder realizar la campaña y pacificar Occidente, necesitaba que alguien se hiciera cargo de las provincias orientales. A tal efecto, convocó a Galo a su presencia a Sirmio, donde se preparaba para marchar contra Magnencio, lo nombró césar el (15 de marzo de 351) y le concedió la mano de su hermana Constantina, para estrechar lazos y mantener controlado al joven. Por entonces Galo tenía 25 años, y es descrito por Amiano Marcelino como un joven atlético, de rostro especialmente agraciado y cabello rubio.
Encargado del gobierno de Oriente, visitó a su hermano Juliano en Nicomedia y fijó su residencia en Antioquía, ciudad a la que llegó el 7 de mayo del mismo año. Aunque gozó de cierto prestigio en el ejército y las clases populares, Galo, como el emperador Constancio II, no es un personaje bien tratado por los historiadores de la Antigüedad, con excepción de Zósimo. Amiano Marcelino nos ha dejado un relato particularmente negro del César, sin duda influido por sus opositores.
Durante su mandato, Galo se enfrentó a dos problemas principales: primero, una rebelión judía en Diocesarea de Palestina (351-2), que comenzó probablemente antes de la elevación de Galo y se cebó con la población griega y samaritana. La rebelión fue cruelmente reprimida por su general Ursicino, que ordenó la ejecución de todos los rebeldes. Diocesarea fue arrasada hasta los cimientos, y Tiberíades, Diospolis y otras ciudades, saqueadas e incendiadas.
El segundo problema fueron los bandoleros Isaurios que atacaron Seleucia, en Cilicia, ubicada en el sur de Anatolia] en 353, contra los que el César despachó al Comes Orientis, Nebridio.
Galo fue salvado de un intento de asesinato por una anciana que informó al César de los hechos. Varias fuentes, incluyendo a Juan Zonaras, afirman que el complot había sido organizado por Magnencio para distraer al emperador Constancio. Algunas fuentes (Filostorgio) afirman que los generales de Galo derrotaron a los sasánidas en campaña, pero debido a la situación de aparente calma entre romanos y persas, parece poco probable que sea cierto, o que el conflicto pasara de las habituales escaramuzas fronterizas. 
A la postre, la principal fuente de problemas para Galo fue su propio carácter agrio y violento, probablemente fruto de su infancia solitaria. Se ganó la animadversión de los altos funcionarios con sus ceses fulminantes y la represión violenta de sus opositores, lo que suscitó en Constancio, que confiaba ciegamente en sus funcionarios abiertamente hostiles a Galo, el temor de que el César pudiera rebelarse contra él.
A causa de una escasez de grano, y para acabar con la especulación y la subida de precios, Galo forzó la aprobación de una serie de leyes para fijar los precios y permitir a todo el mundo comprar trigo, contra la voluntad de la Boulé de Antioquía. El efecto de una medida intervencionista fue el contrario, ya que los precios bajos fueron aprovechados por especuladores para acaparar el trigo y venderlo en el mercado negro a precios exorbitantes. El resentimiento de las clases populares iba en aumento, y Amiano Marcelino narra como Galo responsabilizó de la hambruna al impopular consularis Syriae, Teófilo, que fue linchado por una turba sedienta de sangre. Su comportamiento exaltado le ganó la hostilidad de la aristocracia antioquena, que veía en él a un demagogo contrario a sus intereses. El César recorría disfrazado la ciudad por las noches, para conocer la opinión sobre él y su gobierno (según Amiano, matando a aquellos cuya respuesta le desagradaba), y pasaba mucho tiempo en el Hipódromo, ganándose a las masas.
Amiano también informa de cómo el César y su esposa arrestaron y procesaron a numerosos magnates, ejecutando a inocentes y confiscando su riqueza.
Dudando de las intenciones de su primo, Constancio II envió al prefecto del pretorio Domiciano a Antioquía para exigirle que se presentase a rendir cuentas de su gobierno. La arrogancia del emisario y el carácter de Galo provocaron una tragedia. El César ordenó el arresto de Domiciano, y cuando su cuestor Moncio salió en su defensa, los soldados enviados a arrestarlos los mataron a ambos.
Moncio, al morir, había pronunciado los nombres de dos tribuni fabricarum (oficiales al cargo de las fábricas estatales de armas), lo que puso al descubierto una presunta conspiración para alzar un usurpador frente a Galo, en la que se hallaban implicadas tropas de Mesopotamia, donde se hallaba el cuñado de Domiciano, Apolinar, y el padre de éste, también llamado Apolinar, rector de Fenicia, en cuyo palacio se encontró una nueva túnica imperial de púrpura. Con tan endebles pruebas, todos los implicados en el complot fueron exiliados y asesinados a instancias del César.

### Caída y muerte
Constancio fue informado de lo sucedido en Antioquía mientras luchaba contra alamanes, con los que firmó la paz, para retirarse a continuación a Milán. En el segundo intento de llamar a su presencia a Galo, Constancio obró con suma prudencia y tacto. 
Primero convocó a Ursicino a Occidente, del que sospechaba que podía estar incitando a Galo para así provocar una revuelta y convertir en emperador a su hijo.
A continuación, llamó a Galo y a Constantina a Milán. La primera partió junto a su hermano, pero murió de camino, en Bitinia. Galo, cuyos lazos con Constancio había quedado rotos tras las muertes de sus respectivas esposas, permaneció en Antioquía. El Emperador envió entonces al tribunus scutariorum Escudilo para decirle que pretendía nombrarlo Augusto, y que lo necesitaba para poner orden en las provincias septentrionales. Galo, en camino, se detuvo en Constantinopla, asistiendo a las carreras de cuadrigas y coronando a los vencedores como correspondía a un Augusto. Constancio, alarmado, ordenó retirar las guarniciones de todas las tropas por donde Galo debía pasar y envió una serie de oficiales para observar sus acciones.
Cuando el César llegó a Poetovio, en Nórico, uno de esos oficiales, el comes Barbacio, capitán de su guardia, rodeó el palacio con sus tropas y arrestó a Galo, despojándolo de las insignias de su rango, pero asegurándole que no sufriría daño alguno. Galo fue conducido a Pola. Allí fue interrogado por los más altos cargos de la corte imperial, incluyendo al todopoderoso eunuco y praepositus cubiculi Eusebio. Galo echó las culpas de todas las muertes a Constancia, y el Emperador lo sentenció a muerte. Luego se arrepintió de la condena, pero Eusebio se aseguró de que la contraorden llegara tarde a los verdugos. Galo fue maniatado y decapitado y, según Libanio, su rostro mutilado. Tenía 29 años.

## Galo en la literatura
Gore Vidal incluyó a Galo en su célebre obra Juliano el Apóstata. En ella el César era retratado como un joven de extraordinaria sensualidad y belleza física, así como perversamente inmoral y cruel, rozando el sadismo sexual, con marcados rasgos psicopáticos; un brillante manipulador, que no dudó en emplear sus poderosas dotes de seducción para conseguir, tanto de hombres como de mujeres, los favores necesarios para alcanzar el poder, elemento necesario para la supervivencia de un joven príncipe en la corte imperial del Augusto Constancio II, caracterizada en la novela por sus intrigas y asesinatos. Es, a pesar de su carácter literario, un retrato perfilado sobre la base de una extensa bibliografía histórica y documentación, extraída, entre otras, de numerosas fuentes de la época que así lo describen, como "La Historia" de Amiano Marcelino, o "Las Obras del Emperador", del mismo emperador Juliano.
Previamente, ya había sido rescatado en obras anteriores, generalmente estudios sobre el Bajo Imperio romano -así por ejemplo por J. B. Bury o Jacob Burckhardt, entre otros-, o más específicamente referidas -véase"La vida del Emperador Juliano" de J. Bidez-.
| Predecesor: Vetranión | César romano 351 - 354 en las provincias orientales | Sucesor: Juliano |